# Nebelkampfstoff

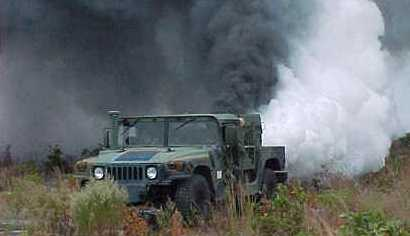
Ein US-Militärfahrzeug legt eine Nebelwand

Nebelkampfstoffe bezeichnet eine Kampfstoffklasse. Hauptvertreter in dieser Klasse ist Nebelsäure. Diese Stoffe erzeugen dichte, undurchschaubare Nebelschwaden. Manche sind sogar für Infrarotstrahlung undurchdringlich. Vom Prinzip her reine Defensivwaffen, um dem Gegner die Sicht zu nehmen, beeinträchtigen sie häufig auch die eigene Sicht. Aufgrund der geringen Entfernung von den eigenen Truppen verlangen diese Kampfstoffe eine geringe Toxizität. Trotzdem sind viele Substanzen auch in kleinen Mengen gesundheitsschädlich.
Auch brennender Phosphor kann zur Nebelerzeugung verwendet werden. So verfügte etwa das Leichte Artillerieraketensystem der Bundeswehr über Nebelmunition auf Basis von rotem Phosphor. Die USA entwickelten in den 1990er-Jahren den M58 Wolf, der mithilfe eines Rauchgenerators einen Nebelvorhang auf dem Gefechtsfeld erzeugen kann.